# Lac Son Koul
Pour les articles homonymes, voir Koul.
 (novembre 2012).
Si vous disposez d'ouvrages ou d'articles de référence ou si vous connaissez des sites web de qualité traitant du thème abordé ici, merci de compléter l'article en donnant les références utiles à sa vérifiabilité et en les liant à la section « Notes et références ».
Le lac Son Koul (en kirghiz Соң-Көл, Soñ-Köl, littéralement "le lac suivant") est un lac de haute montagne du Kirghizistan, situé dans le massif des Tian Shan, à l'altitude de 3 016 m, au nord-ouest de la ville de Naryn. 

## Caractéristiques
D'une surface de 275 km2, et d'une profondeur de 15 m, il forme la plus grande réserve naturelle d'eau douce du Kirghizistan. La longueur de ses rives dépasse 90 km.
Le lac Son Koul est situé dans une cuvette aux pentes douces, de 60 km de long et 30 km de large, entourée de crêtes montagneuses, dont les plus hauts sommets dépassent 4 000 m. 
Glacé et couvert de neige 150 jours par an, le lac n'est accessible que par des cols à plus de 3 100 m, ouverts de juin à septembre. En été, ses rives servent de pâturage à plus de 3 000 chevaux, 3 000 bovins et 40 000 ovins.

## Protection
Le lac Son-Kol a été déclaré site Ramsar le 23 janvier 2011.

## Environnement

### Climat
La température moyenne du bassin lacustre est de -3.5°C, moyenne qui tombe jusqu’à -20°C en Janvier et monte à 11°C en Juillet. 
Les précipitations avoisinent les 400mm d'Avril à Octobre et 150mm de Novembre à Mars. 
La surface du lac peut être gelée pendant 180 à 200 jours par an. En hiver, la surface gèle, la couche de glace pouvant atteindre 1.2m de profondeur. Puis pendant le printemps cette couche s’amincit, jusqu’à fondre complètement tout d'abord au centre du lac vers fin Avril puis sur entièreté de celui un mois plus tard, en fin Mai.

### Écologie
En 2011, Son Koul est désigné par le Kirghizistan comme sa 3è zone humide d'importance internationale pour la Convention de Ramsar. 
Depuis 1998, la partie sud du lac ainsi que sa côte (ce qui représente 5200 hectares du lac et 3400 hectares de côte) sont protégés de par leur appartenance à la réserve naturelle de Karatal-Japyryk.

### Faune et flore
La faune sauvage est très riche : plus de 60 espèces d'oiseaux y nichent, notamment des oies des montagnes. On trouve également des loups, léopards des neiges, bouquetins, marmottes et divers reptiles.
La flore présente d'intéressants spécimens d'Edelweiss en très grande concentration.
L'économie du Son Koul repose sur l'élevage d'été : production de viande, de laine, de lait de vache et de jument. Le lac produit également 100 tonnes de poisson par an. Le tourisme de nature, sans infrastructure hôtelière autre que les yourtes des bergers, est aujourd'hui en développement.
Le peuplement de Son Koul, exclusivement estival, compte environ 1000 personnes, pour environ 300 yourtes. 
Son Koul est un site très apprécié des voyageurs étrangers et des touristes locaux, pour la beauté du panorama qu'il propose, mais aussi surtout pour l'authenticité du mode de vie et des rapports humains qu'il a su conserver.
Batay Aral est un jailoo située sur le nord-ouest du lac Song Kul, où les nomades de la région Kochkor placent leurs yourtes au cours de la saison estivale. Batay Aral signifie une piste de terre étroite entre le lac Son Kul et un petit lac. C'est une oasis florale d'où l'on peut observer 66 espèces d'oiseaux aquatiques, de mai à septembre. Les ornithologues viennent ici, en particulier, étudier les moyens de subsistance des canards, qui comprend 14 espèces.

## Histoire
Sur les bords du lac Son Koul, de nombreuses traces d'anciennes vies nomades ont pu être découvertes. Il y a d'anciens pétroglyphes à l'est du lac, ainsi que des ensembles de pierres en cercle, semblables à d'autres ensembles de Mongolie ou de l'Altaï. Différentes structures pouvant s'apparenter à des sépultures mortuaires avoisinent également ces zones.